# فوجار مصطفاييف
فوجار مصطفاييف (5 أغسطس 1994 في أذربيجان - ) هو لاعب كرة قدم أذربيجاني في مركز الوسط. لعب مع نادي باكو.

## روابط خارجية
- فوجار مصطفاييف على موقع الاتحاد الدولي (مؤرشف)  (الإنجليزية)
- فوجار مصطفاييف على موقع الاتحاد الأوربي (الإنجليزية)
- فوجار مصطفاييف على موقع قاعدة بيانات كرة القدم.إي يو (الإنجليزية)
- فوجار مصطفاييف على موقع ناشيونال فوتبول تيمز (الإنجليزية)
- فوجار مصطفاييف على موقع Soccerway.com (الإنجليزية)
- فوجار مصطفاييف على موقع AS.com (الإسبانية)